# 翁陶尔·多劳
翁陶尔·多劳（匈牙利語：Antal Dóra，1993年9月9日—），匈牙利女子水球运动员。她曾代表匈牙利国家队参加2012年和2016年夏季奥林匹克运动会水球比赛，均获得第四名。